# 阿尔蒂诺波利斯
阿尔蒂诺波利斯是巴西圣保罗州的一个市镇。总面积929.426平方公里，总人口15554人，人口密度16.7人/平方公里。